# Лютий-Лютенко Іван Макарович
Лю́тий-Люте́нко Іва́н Мака́рович (псевдо Іван Ґонта), (24 червня 1897, Капустянське лісництво біля с. Товмач Звенигородського повіту Київської губернії — 19 березня 1989, США) — український військовий та громадський діяч, підприємець, меценат; старшина Запорізької дивізії, повстанський отаман Холодного Яру (1919 — 1922); військові звання — сотник Армії УНР.
Не плутати з іншими отаманами, що носили псевдо Ґонта

## Біографічні відомості
Іван Макарович Лютий-Лютенко народився 24 червня 1897 року в Капустянському лісництві коло с. Товмач, що на Звенигородщині, де працював лісником його батько — Макар Минович. Мама, Євгена Цибульська, походила з родини заможних хліборобів  звенигородського с. Товмач. 
Закінчив чотирикласну земську школу, згодом курси Паршина в Москві. Потім закінчив 6 класів гімназії в Москві з відзнакою як найкращий студент з математики.
Закінчив Омську школу прапорщиків. Учасник бойових дій на фронтах Першої світової війни. Старший унтер-офіцер 8-го Московського гренадерського полку.
Лютневу революцію зустрів на посаді помічника командира 12-ї роти 290-го полку російської царської армії, що дислокувався в Черкасах.
У 1918 році у складі Армії УНР брав участь у боях проти більшовиків, зокрема за станції Гребінка та Бобринська (нині ст. ім. Тараса Шевченка).
За Директорії Лютий-Лютенко був призначений командиром 25-го Черкаського куреня, що дислокувався у Смілі.
Служив у Запорізькій дивізії під командою Олександра Загродського, старшина 3-ї Запорозької дивізії (до літа 1919).
З 1919 р. — в повстансько-партизанському русі. Спочатку очолив загін звенигородських повстанців, сформований Семеном Гризлом. В різні часи загін складався з 500 — 800 козаків та старшин.
Отаман Холодного Яру. Співпрацював з отаманами Яблочком, Іларіоном Загороднім, Семеном Заболотним, Пилипом Хмарою, Чортом (Мелешком) та іншими отаманами Холодного Яру та Чорного Лісу. За деякими джерелами, на нараді в с. Матвіївці наприкінці осені 1921 р. звенигородського отамана Ґонту (Лютого-Лютенка) було обрано Головним отаманом Холодного Яру.
Можливо, Головним отаманом Холодного Яру він був короткий час і радше формально, оскільки відразу після обрання відійшов на Звенигородщину, а головні сили холодноярців під проводом Пилипа Хмари і Ларіона Загороднього провели окрему нараду, на якій вирішили пробитися на захід, до Польщі чи Румунії.
Бойові дії продовжував до осені 1922 року, коли, внаслідок низки спецоперацій проведених ЧК, більшість повстанських отаманів Півдня та Центру України було заарештовано чи вбито.
У березні 1923 р. емігрував до Західної України (тоді — у складі Польщі). Жив на Поліссі, в с. Іванцевичі, де заснував Український еміграційний комітет, який розгорнув активну діяльність: було створено український хор, самодіяльний театр, українська школа.
У Володаві-Підляській очолив Союз українських кооперативів, у Холмі був директором Кооперативного Союзу. На цій та на попередній посаді виявив себе талановитим підприємцем та щедрим меценатом української справи.
Під час Другої світової війни допомагав землякам — військовополоненим Червоної армії. Багато українців за його сприяння було звільнено з концтаборів.

Олександр Лютий-Лютенко на могилі батька. Квітень 1989 року

4 червня 1942 року заарештований гестапівцями.
Відбув півроку тюрми в Любліні (Польща).
Після Другої Світової війни — жив у Мюнхені (Німеччина), згодом (1951 — 1957) у Рабаті (Марокко).
Пізніше переїздить до США.
Автор книги «Вогонь з Холодного Яру» (Детройт, 1986). Меценат української справи.
Помер у США 19 березня 1989 року. Похований на українському цвинтарі штату Нью-Джерсі у містечку Саут-Баунд-Брук (США).

## Вшанування пам'яті
У місті Звенигородка є вулиця Лютого-Лютенка.
Президент України Володимир Зеленський своїм Указом №828/2024 присвоїв 118-й окремій бригаді територіальної оборони Сил ЗСУ почесне найменування – "імені отамана Лютого-Лютенка”.